# José María Campo Serrano

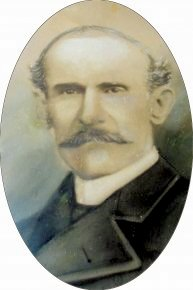
José María Campo Serrano

José María Campo Serrano (* 8. September 1832 in Santa Marta, Kolumbien; † 24. Februar 1915 in Santa Marta, Kolumbien) war der erste Präsident der Republik Kolumbien nach der Revolution von 1885.
Vor seiner Wahl zum Präsidenten war Campo Serrano in verschiedenen politischen und militärischen Ämtern tätig, unter anderem als Gouverneur der Provinz Magdalena. Während der Revolution von 1885 war er Chef der zivilen und militärischen Verwaltung von Antioquia. In der Regierungen der Präsident Francisco Javier Zaldúa, Ezequiel Hurtado und Rafael Núñez übte er verschiedene Ministerposten aus.
Da es keinen Präsidenten oder Vizepräsidenten gab, übernahm Campo Serrano ab dem 1. April 1886 die Regierungsgeschäfte und behielt diese bis zum 6. Januar 1887. Während seiner Amtszeit wurde die neue Verfassung verabschiedet (5. August 1886), welche bis 1991 ihre Gültigkeit behielt.